# Ушакова, Ольга Викторовна
Ольга Ушакова (имя при рождении Ольга Викторовна Маслий; род. 7 апреля 1982, Крым, Украинская ССР, СССР) — российская телеведущая. Была наиболее известна как ведущая программ «Новости» и «Доброе утро» на Первом канале. Обладательница национальной телевизионной премии «ТЭФИ—2015», финалистка «ТЭФИ—2017».

## Биография
Ольга Ушакова родилась 7 апреля 1982 года в Крыму в многодетной семье военного.
В 16 лет окончила школу с золотой медалью, переехала в Харьков и поступила в Харьковский национальный университет имени В. Н. Каразина. После окончания университета, в 2003 году, Ушакова работала в сфере бизнеса, к 23 годам стала руководителем одного из филиалов крупной торговой компании на Украине.
В 2004 году Ольга Ушакова переехала в Москву, где начала свою телевизионную карьеру на Первом канале. В первое время работала в качестве стажёра, занималась созданием новостных сюжетов. С 2005 по 2013 год проработала ведущей выпусков «Новостей» на Первом канале. С 2011 по 2014 год Ушакова вела программу «Другие новости».
С 2013 по 2017 год Ушакова была одной из соведущих ежегодной «Прямой линии с Владимиром Путиным».
С 2014 ведёт программу «Доброе утро». В 2016 году приняла участие, вместе со своими коллегами Максимом Шарафутдиновым и Дмитрием Борисовым, в программе «Подмосковные вечера» в качестве гостьи.
В ноябре 2020 года Ушакова объявила о своём временном уходе с Первого канала, в связи с рождением четвёртого ребёнка.

### Награды
В 2015 году Ушакова присоединилась к числу победителей российской национальной премии «ТЭФИ—2015», получив награду как ведущая лауреата премии — программы «Доброе утро» на Первом канале. В 2017 году утренняя программа получила премию «ТЭФИ—2017», а сама Ольга Ушакова вместе с Сергеем Бабаевым вошли в число финалистов номинации «Ведущий утренней программы».

### Благотворительность
С 2007 года Ушакова является соучредителем благотворительного фонда «Остров надежды», который поддерживает детей с неврологическими заболеваниями.
В апреле 2015 года Ольга Ушакова приняла участие в public talk о проблемах аутизма, который впервые в России провел благотворительный фонд Натальи Водяновой «Обнаженные сердца». В 2018 году приняла участие в круглом столе «Поддержка семьи – инвестиция в будущее» в рамках форума «Каждый ребёнок достоин семьи».

## Личная жизнь
У Ольги Ушаковой четверо дочерей: Дарья и Ксения (от предыдущих отношений); Мария (родилась в апреле 2018-го) и Белла Виенна (родилась в марте 2020-го).
17 июля 2017 года Ольга вышла замуж за британского бизнесмена Адама Карима